# Veriko Andzsaparidze
Veriko (Vera) Ivlianovna Andzsaparidze (grúzul: ვერიკო ანჯაფარიძე) (Kutaiszi, 1897. szeptember 23., a régi ortodox naptár szerint: október 6. – Tbiliszi, 1987. január 31.) szovjet, grúz színésznő, rendező, főiskolai tanár. A szovjet és a grúz színház- és filmművészet jelentős alakja volt.

## Pályafutása
1916–1917-ben a moszkvai Ajdarov drámastúdióban, 1918–1921 között Tbilisziben az Alexandre Dzsabadari stúdióban tanult. 1920-tól a tbiliszi Sota Rusztaveli Állami Színház színésznője volt, 1927-től pedig a kutaiszi majd 1928-tól tbiliszibe átköltöző Mardzsanisvili Színházhoz szerződött. Később a színház művészeti vezetője lett. A Sota Rusztaveli Színház- és Filmművészti Főiskolán tanított is.
Andzsaparidze filmes debütálása Vlagyimir Barszkij A múlt rémei (1925) című filmjében volt. Ezt követően mellékszerepeket játszott Jurij Zseljabuzsszkij Dina Dza-Dzu (1926) és Nikoloz Sengelaja Huszonhat komisszárjában (1932). 1929-ben szerepelt Mihail Csiaureli Saba című, alkoholizmusról szóló erkölcsi meséjében. Hamarosan egyedülálló státuszt szerzett a grúz filmművészet egyik vezető női színésznőjeként, akit minden szovjet politikai vezető tiszteletben tartott, Sztálintól Gorbacsovig. Feltűnt még Ruszudanként, Csiaureli: Georgi Zaakadze című eposzában (1942–1946), Nino kolhozigazgatót alakította Nikoloz Szanisvili Boldog találkozás című vígjátékában (1949), valamint szerepelt Siko Dolidze, Találkozás a múlttal című népszerű vidéki drámájában (1966). Tengiz Abuladze filmrendező, Veriko Andzsaparidzére egy kisebb, de fontos (A vándor) szerepét osztotta  a totalitáriusellenes Vezeklés című testamentumában (1984).

## Elismerései, kitüntetései
Veriko Andzsaparidze a művészethez való hozzájárulásával számos rangos díjat és elismerést kapott. 1943-ban, 1946-ban és 1952-ben Sztálin-díjat kapott, bizonyítva ezzel a területen kifejtett következetes kiválóságát. 1950-ben elnyerte a Szovjetunió népművésze címet, ami a szovjet és a grúz színházra gyakorolt jelentős hatását tükrözi.

## Magánélete
Mihail Csiaureli filmrendező felesége és Szofiko Csiaureli színésznő édesanyja volt. 

## Emlékezete
Tiszteletére Grúziában művészeti díjat neveztek el róla, amelyet leánya Szofiko Csiaureli is 1996-ban megkapott.
Veriko Andzsaparidze a Mtatsminda Pantheonban van eltemetve.

## Válogatott filmográfia
- Saba (1929) Maro
- Giorgi Saakadze (1942) Rusudan
- Keto és Kote (1948) hercegnő
- Berlin bukása (1950) a megölt német katona, Hans anyja
- A szultán fogságában (1958) Rodami
- Félbeszakadt dal (1960) Mariami
- Ne búsulj! (1969) Kalantadze édesanyja
- Goya (1971) Goya anyja
- Vezeklés (1984) vándor, aki a templomot keresi
- A szurámi vár legendája (1985) jósnő

## Fordítás
Ez a szócikk részben vagy egészben  a   Veriko Anjaparidze című angol Wikipédia-szócikk ezen változatának fordításán alapul.  Az eredeti cikk szerkesztőit annak laptörténete sorolja fel. Ez a jelzés csupán a megfogalmazás eredetét és a szerzői jogokat jelzi, nem szolgál a cikkben szereplő információk forrásmegjelöléseként.